# Бардзини, Бенедетта
Бенеде́тта Бардзи́ни (итал. Benedetta Barzini; род. 22 сентября 1943, Порто-Санто-Стефано, Тоскана) — итальянская фотомодель, журналистка, писательница, педагог, феминистка.
В 1960-х годы сделала блестящую карьеру фотомодели в США, снималась у Ирвина Пенна, Ричарда Аведона, Уго Муласа, Генри Кларка, Энди Уорхола, стала первой итальянкой на обложке американского Vogue. В 1965 году фотография Бардзини украсила обложку первого номера итальянского Vogue.
К концу 1960-х годов Бардзини разочаровалась в мире моды. Вернувшись в Милан, стала членом Итальянской коммунистической партии и радикальной феминисткой. Автор нескольких книг, в течение двадцати лет преподавала антропологию моды в трёх университетах Италии.

## Биография
Бенедетта Бардзини родилась 22 сентября 1943 года в Порто Санто Стефано в семье итальянского журналиста и писателя Луиджи Бардзини и его жены Джаннализы Джанзаны Фельтринелли, вдовы Карло Фельтринелли. После его смерти Джаннализа унаследовала от него значительное состояние. Бенедетта стала младшей единоутробной сестрой Джанджакомо Фельтринелли, издателя и политика. Брак родителей быстро распался. По воспоминаниям Бенедетты, мать не любила ни её, ни появившуюся на свет годом раньше дочь Лудину. Отец, уйдя из семьи, не поздравлял Бенедетту с днём рождения, а мать во время поездок в Нью-Йорк снимала себе апартаменты на 60-м этаже небоскрёба, в то время как детям и их няне — отдельную квартиру на третьем. Отношения с матерью были такими тяжёлыми, что Бенедетта уже в 14 лет начала страдать от психологических проблем, из-за чего развилась анорексия. В очередной раз попав в женевскую клинику с этой проблемой, она обратилась за помощью к итальянскому консулу Антонелло Пьетромарки, который выдал ей паспорт и помог обратиться в суд по делам несовершеннолетних, где Бенедетта получила документы, по которым её мать больше не могла вмешиваться в её дела.
В 1963 году, когда Бенедетте было 20 лет, на улице Рима её заметила редактор итальянского Vogue Консуэло Креспи , предложившая ей попробовать себя в качестве модели. Вскоре на Манхэттен её пригласила Диана Вриланд, где первой фотосессией Бенедетты стала съёмка у Ирвина Пенна. Уже через 10 дней после приезда в США Бардзини подписала контракт с Ford Models. Она снималась у Ричарда Аведона, Уго Муласа, Генри Кларка, Энди Уорхола, и многих других. Бардзини называли музой Сальвадора Дали и Ли Страсберга. Она стала первой итальянкой на обложке американского Vogue, а в 1965 году фотография Бардзини украсила обложку первого номера итальянского Vogue.
В 1966 году Бардзини признали одной из «100 величайших красавиц мира» по версии журнала Harper's Bazaar. В это же время она училась в Актёрской студии на Манхэттене, где у неё был роман с Джерадом Малангой, который посвятил Бардзини многие свои работы.
В 1968 году она вернулась в Милан, устав, по её признанию, от того, что в Америке она была всего лишь безмолвной декорацией, не участвующей в окружающей жизни, и никого не интересовала как личность.
По возвращении в Италию Бардзини вступила в Итальянскую коммунистическую партию, где работала над проектом по здравоохранению для рабочих на фабриках.
В 1969 году она вышла замуж за режиссёра Роберто Фаэнца. Он ушёл от неё в тот день, когда Бардзини родила ему близнецов Катерину и Джакомо.
В дальнейшем Бардзини вышла замуж за дизайнера Антонио Баррезе, с ним у неё родилось ещё двое детей: Ирене и Беньямино. Брак с Баррезе продлился семь лет.
С 1996 по 2016 год Бардзини преподавала антропологию моды в Миланском техническом университете, Университете Урбино и Новой Академии Изящных искусств. Как приглашённый лектор, выступала в нескольких университетах, в частности, итальянском Институте дизайна.
Бенедетта — активная участница феминистического движения и всегда выступала как критик объектификации женского тела. Она открыто говорила, что в мире моды женщина — это «дичь», а фотограф — «хищник», целью которого является повыгоднее продать добычу. В западной культуре 1960-х и 1970-х годов её идеи о том, что внутренняя ценность должна преобладать над внешней, а у естественного старения — своя красота, шли вразрез с мейнстримом.
Бардзини также известна как журналистка и писательница. Она опубликовала книги «Элегантность: размышления о самопрезентации» (L’eleganza per me. Riflessioni sulla rappresentazione di sè, 1987), «История страсти без тела» (Storia di una passione senza corpo, 1992), «Бемберг и искусство Грюо» (Bemberg e l’arte di Gruau, 1995), «Альдо Коппола» (Aldo Coppola, 2000), «Эмилио Каваллини» (Emilio Cavallini, 2010), «Уроки моды. Этика внешнего вида» (Discipline della moda. L’etica dell’apparenza, 2003).
С середины 2010-х годов Бенедетта возвращается к своей работе. В 2015 году ей посвятил осеннюю коллекцию Антонио Маррас. В 2017 году её удостоили золотой медалью городского совета Милана за огромную работу в целом и за «разрушение стереотипа о безмозглой девушке с обложки» в частности. В 2018 году Бардзини снялась в фотосессии для итальянского Vogue, в том же году она получила премию Victoria от Procter&Gamble. В 2021 году стала лицом косметической линии Gucci Beauty.

## В кино
В 1967 году Бардзини снялась в экспериментальном короткометражном фильме Джерада Маланги «В поисках чуда» (In Search of the Miraculous).
В 2012 году снялась в кинофильме «Каждый божий день».

В 2019 году на кинофестивале «Сандэнс» сын Бенедетты Бенджамин презентовал фильм «Исчезновение моей матери» (La scomparsa di mia madre). В нём представлены личные воспоминания Бенедетты и моменты её повседневной жизни. Хотя она находилась в тени после завершения карьеры, но её мысли о гендерном неравенстве и о проблемах современного общества становились широко известными. В своих мемуарах об этих дискуссионных темах она опиралась на многолетний опыт в индустрии моды. В фильме она рассуждает о работе, о её значимости: 
Я часто предавалась иллюзии, что занимаюсь чем-то важным, но по факту никто и никогда не пытался запечатлеть меня, моё внутреннее состояние. Всем нужен был лишь мой образ. И я решила, что моё лицо не продаётся.
Позднее фильм был также показан на итальянском телевидении.